# Шаріра

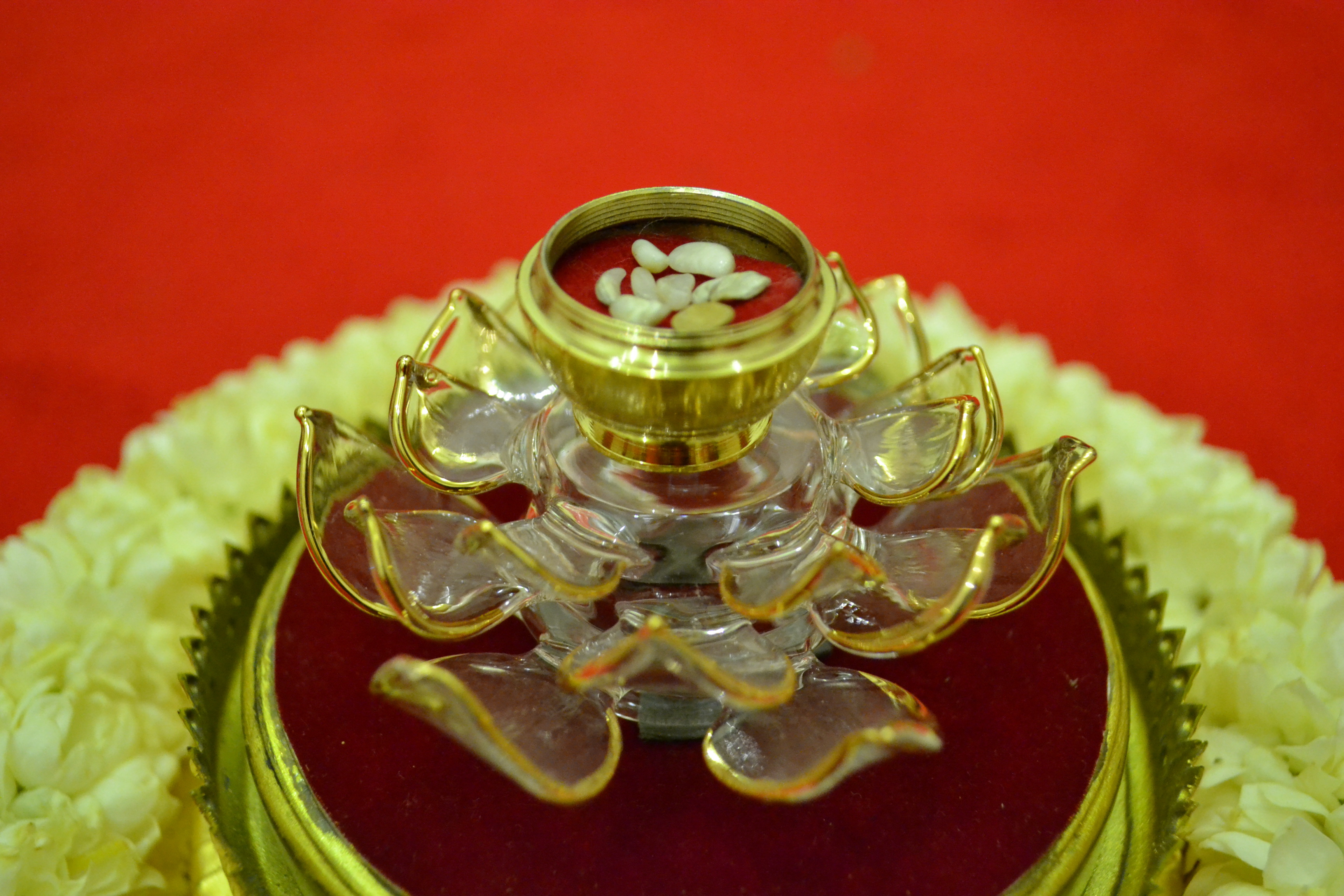
Реліквії Будди від Верховного Патріарха Таїланду

Шаріра (тиб.: རིང་བསྲེལ།, Вайлі: ring-bsrel) - це збірний термін, що позначає буддійські реліквії, хоча в загальному вжитку найчастіше йдеться про перлинні або кристалоподібні об'єкти у формі намистин, які нібито знаходять серед кремованого праху буддійських духовних наставників. Реліквії Будди після кремації називаються дхату в Махапарініббана Сутта. Вважається, що шаріра випромінюють або викликають "благословення" і "благодать" (санскр.: adhiṣṭhāna) у свідомості та досвіді тих, хто пов'язаний з ними. Також вважається, що шаріра відвертає зло в гімалайській буддистській традиції. 

## Перламутрові шаріра
Хоча термін "шаріра" може використовуватися для позначення широкого спектра буддійських реліквій, як зазначено вище, він, як правило, використовується для позначення перлинних або кристалоподібних предметів у формі намистин, які нібито знаходяться серед кремованого праху буддійських духовних наставників.
Ці предмети вважаються реліквіями, що мають важливе значення в багатьох напрямках буддизму, оскільки вважається, що вони втілюють духовні знання, вчення, реалізації або живу сутність духовних наставників. Вони сприймаються як свідчення просвітленості та духовної чистоти майстра. Дехто вважає, що шаріри навмисно залишаються свідомістю майстра для поклоніння, і що краса шарір залежить від того, наскільки добре майстер розвинув свій розум і душу. Шаріри бувають найрізноманітніших кольорів, а деякі навіть напівпрозорі.
Зазвичай саріри виставляють у скляній чаші всередині невеликих золотих урн або ступ, а також вкладають у статую майстра. Вважається також, що шафрани таємничим чином розмножуються, перебуваючи всередині своїх контейнерів, якщо вони зберігалися в сприятливих умовах. Шафранові нитки іноді кладуть всередині або навколо чаші, що містить окремі шаріри, як підношення.
У корейській "Самгук юса" розповідається, що монах Мьоджонг отримав шаріру від черепахи, що змусило оточуючих краще ставитися до ченця.
Виникнення шаріри не обмежується давніми часами, і багато буддистів показали, що шаріра не обмежується людьми або майстрами. Багато текстів буддизму Чистої Землі повідомляють про шаріри багатьох прихильників, деякі з них відбулися нещодавно. Деякі буддисти пов'язують духовне життя учня з кількістю та станом шаріри, яку він залишає після кремації. Багато буддистів Чистої Землі вірять, що сила Амітабга проявляє кремовані останки в шаріру. Багато хто стверджує, що перлини шаріри випадають на похоронах видатних ченців. Є відомості, що шаріра може з'являтися, примножуватися або зникати, залежно від думок хранителя. Важливе значення може мати і обітниця. Одна з легенд свідчить, що перекладач Кумараджива хотів продемонструвати, що його переклади не є фальшивими, в результаті чого його язик залишився неушкодженим після кремації

## Науковий аналіз
Існують докази того, що за певних умов нагрівання людські кістки можуть утворювати кристалічні структури. В одному хімічному аналізі було виявлено, що шаріри складаються зі складових елементів як кісток, так і каменів. Це пояснює, чому шаріри повинні бути знайдені в основному в монахах, а не в інших кремованих людських тілах, через матеріали вогнища та температуру і процес кремації.